# Rhytidoponera aquila
Rhytidoponera aquila är en myrart som beskrevs av Ward 1984. Rhytidoponera aquila ingår i släktet Rhytidoponera och familjen myror. Inga underarter finns listade i Catalogue of Life.